# Groupement tactique roumain Getica
Le groupement tactique roumain Getica (roumain : Grupul Român de Luptă "Getica") est une unité de volontaires pro-ukrainiens combattant lors de l'invasion russe de l'Ukraine, composée de citoyens roumains et moldaves. L'unité porte le nom de Getica, un récit romain légendaire des Gètes, le peuple indigène de Roumanie.

## Historique
Le groupement tactique roumain Getica est créé en septembre 2023 au sein de la légion internationale. Ce groupe prétend être à l'origine une unité d'Ukrainiens roumains qui s'est depuis élargi pour accepter des citoyens de Roumanie et de Moldavie motivés « à maintenir la Russie aussi loin que possible des frontières de la Roumanie et de la Moldavie ». Chaque membre de l'unité dispose d'un salaire mensuel de 3 000 euros. L'unité affirme être engagée dans une campagne de désinformation contre les services de renseignement russes, rapportant avoir passé la guerre en tant que force auxiliaire à Mykolaïv « donnant l'impression que les soldats ne faisaient pas grand-chose pour l'effort de guerre » alors qu'en réalité ceux-ci planifiaient des incursions en Russie depuis des mois.
Le groupement tactique est dirigé par un Roumain qui porte l'indicatif « Getotac ». L'unité est actuellement impliquée dans une incursion en territoire russe depuis l'Ukraine dans les bois au nord-ouest de la ville de Graïvoron. Le 20 mars 2024, Getica rapporte aux médias roumains se savoir recherché par les autorités russes, le ministère russe de l'Intérieur ayant « arrêté » par abstention 700 volontaires étrangers accusés de mercenariat,. Un de leurs membres portant l'indicatif « Rabbit », se serait engagé seul pendant « plusieurs heures » de combat pour protéger les membres blessés du groupement tactique. 
Selon l'ambassade de Russie à Bucarest, 784 Roumains se sont portés volontaires pour combattre en Ukraine, dont 349 ont été tués. Le ministère de l'Intérieur roumain dément cette information, affirmant qu'il s'agit d'une campagne de désinformation russe.
Radu Hossu, un blogueur roumain ayant reçu l'Ordre du Mérite ukrainien de 3e classe pour ses efforts visant à mobiliser le soutien roumain et à collecter des fonds pour l'Ukraine, prétend être membre du groupement tactique,,. Il indique également que l'unité combat dans les bois de Belgorod pour neutraliser l'équipement militaire russe et non pour occuper la région. Toujours selon lui, le groupement tactique est spécialisé dans les opérations de reconnaissance, de collecte de renseignements et de drones, et qu'il n'a pas encore dénombré de pertes au 21 mars 2024.